# Schuman (metrostation)
Schuman is een station van de Brusselse metro en spoorwegstation gelegen in de Europese Wijk van Brussel.

## Geschiedenis
Op 17 december 1969 werd het premetrostation Schuman geopend als eindpunt van de eerste premetrolijn tussen De Brouckère en Schuman. Met de inhuldiging van de Brusselse metro op 20 september 1976 werden de perrons van het station verhoogd om deze toegankelijk te maken voor de metrostellen van de toenmalige metrolijn 1 tussen De Brouckère en Tomberg / Beaulieu.
Tussen 1969 en 1976 fungeerde dit station als eindpunt dankzij het gebruik van een keerlus en helling. Met het graven van de tunnel onder het Jubelpark richting Merode werd deze keerlus niet meer gebruikt, maar nooit afgebroken. Deze is vandaag de dag nog steeds te zien tussen Schuman en Merode net na het voorbijrijden van de metrostaanplaats tussen de twee reguliere sporen.
Parallel naast de gebruikte tunnel tussen Schuman en Merode bestaat er nog een andere tunnelgang die tot op vandaag ongebruikt is, en oorspronkelijk bestemd was voor de verkaveling van metrolijn 1. Deze verkaveling bestaat vandaag ter hoogte van het metrostation Merode.
Van 2011 tot 2016 werden grootschalige verbouwingswerken uitgevoerd om er enerzijds het metrostation te moderniseren, en anderzijds een multimodale overstapplaats in te richten. Daarbij werden de metro- en treinstation met elkaar gekoppeld in een grote galerij met invallend licht. Tegelijkertijd werd de spoorwegtunnel Schuman-Josaphat gebouwd die een rechtstreekse verbinding biedt tussen de Europese wijk en Brussels-Airport, Leuven en Vilvoorde. Opmerkelijk is de zichtbare spoorwegbrug richting Meiser die het metrostation diagonaal doorkruist. Tijdens de verbouwingswerken werd het metro- en spoorwegverkeer nooit permanent stilgelegd.

## Situering
Het metrostation Schuman bedient de Europese wijk van Brussel onder het Schumanplein. In de directe omgeving zijn talrijke gebouwen te vinden die deel uitmaken van de Europese Unie: Europese Commissie, Europees Parlement in Brussel en de Raad van Europa. Van de talloze ingangen die dit station kent komt er een uit op de esplanade voor het Berlaymontgebouw van de Europese Commissie, andere monden uit in de Wetstraat of het Schumanplein.
Tijdens de ontmoetingen tussen de verschillende lidstaten in de Raad van Europa, ook wel gekend als Europese Top, wordt het metrostation vaak afgesloten uit veiligheidsredenen. Het metro- en treinverkeer rijdt dan gewoonlijk door zonder te stoppen, terwijl de bussen met eindhalte Schuman omgeleid worden naar het station Maalbeek.

## Kunst en cultuur
In dit station is sinds 2016 op de muren langs de perrons en langs de trappen een kunstwerk aangebracht door Pieter Vermeersch. Het werk is een ruimtelijke ingreep waarbij op de muren en plafonds 3 primaire kleuren aangebracht werden: van wit naar 100% verzadigde kleur.
Op de perronwand richting centrum is sinds 2019 op de muur een tijdlijn aangebracht met als titel "Waarom is Brussel de hoofdstad van Europa geworden. De teksten zijn van de hand van de Brussels filosoof Philippe Van Parijs en het grafisch ontwerp werd verzorgd door Calogero Belluzzo. Voor de MIVB valt dit werk eerder onder 'culturele dynamiek' dan kunst.

## Afbeeldingen

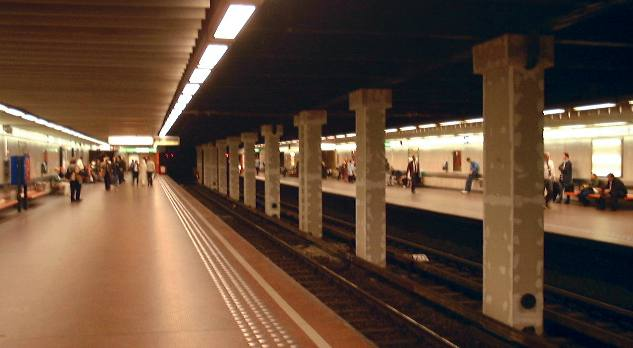
Het metrostation in haar oorspronkelijke staat.
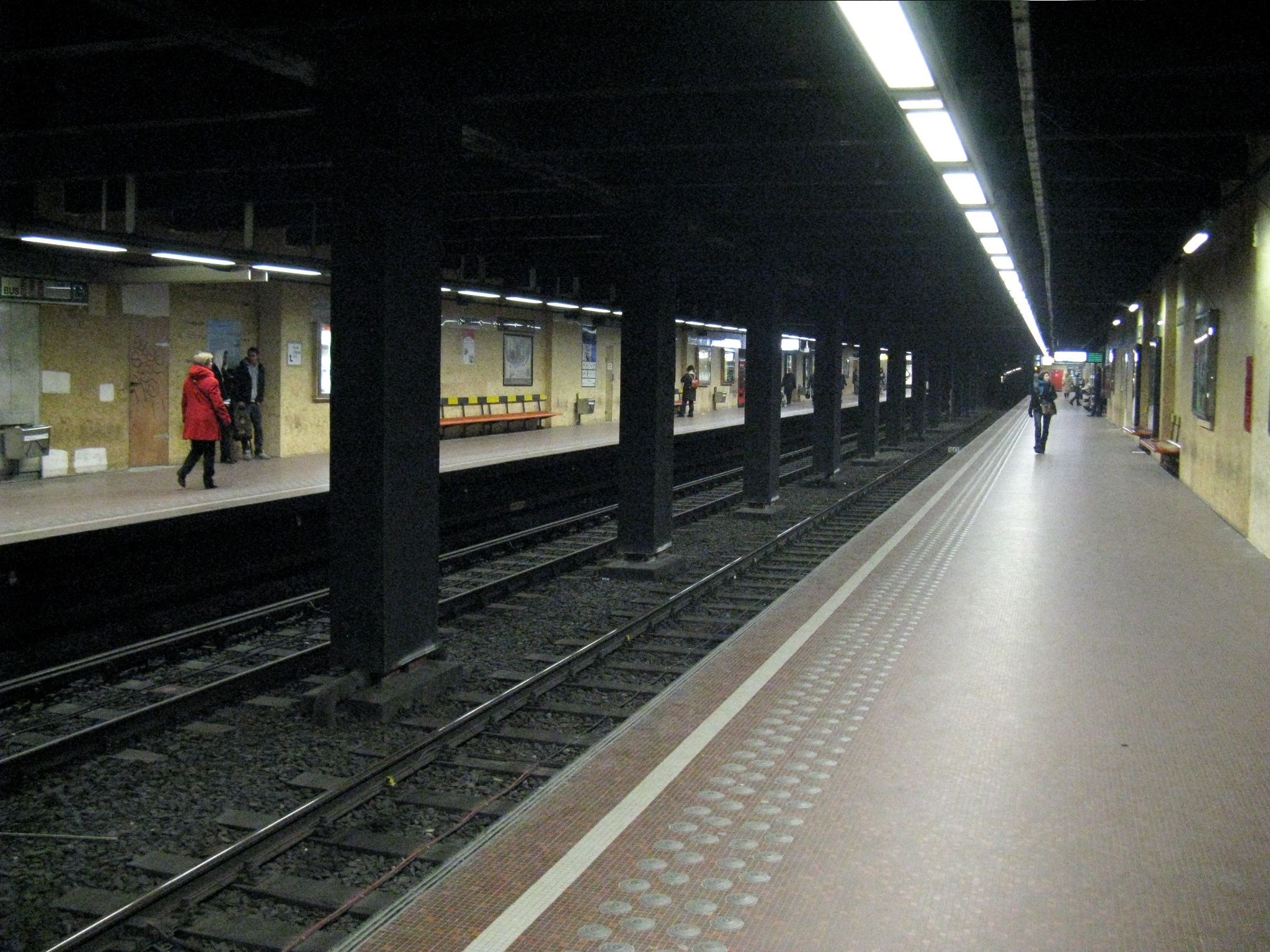
Het metrostation bij aanvang van de verbouwing in 2011.
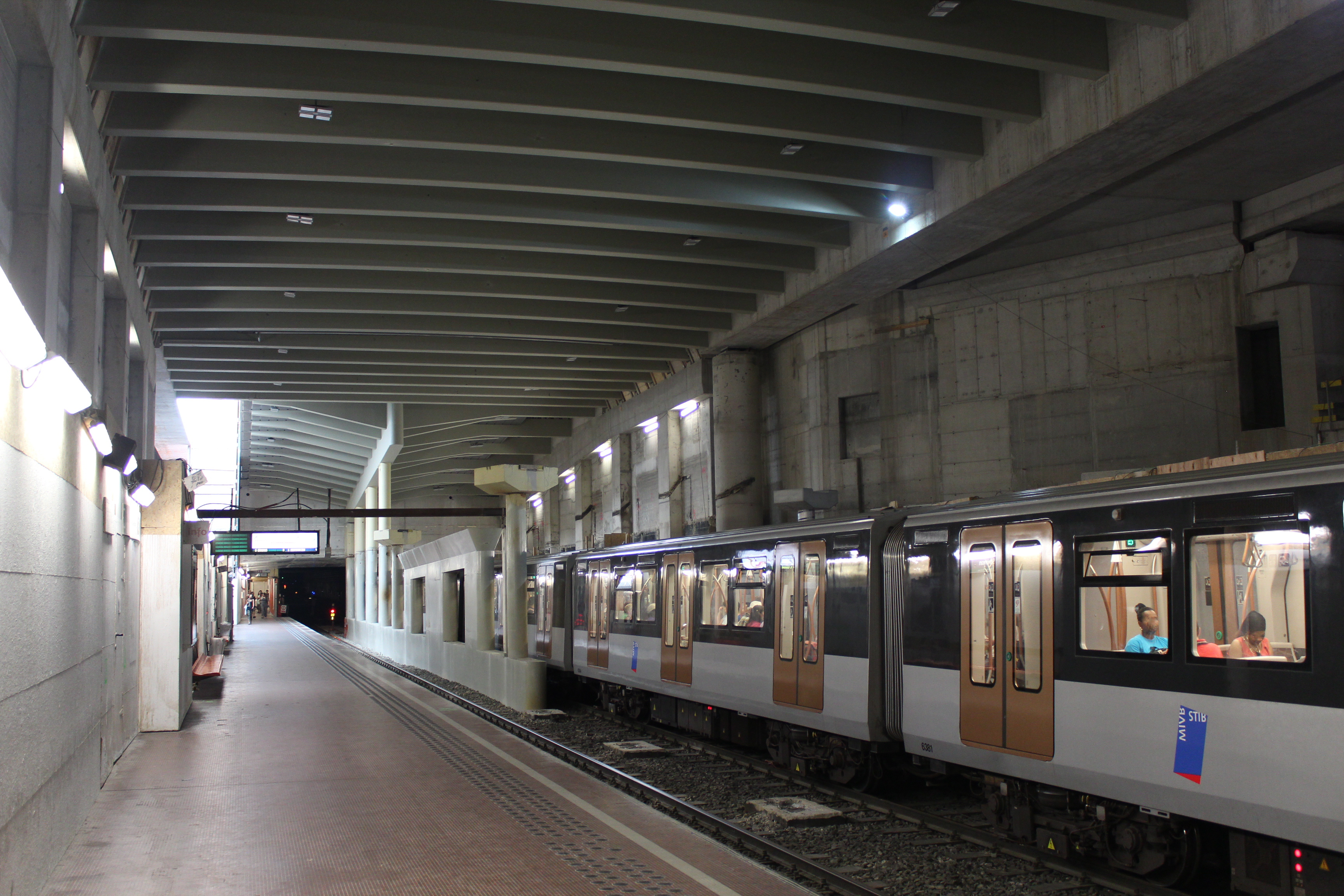
In 2013 zijn de oude perrons nog zichtbaar terwijl de grote galerij al gebouwd is.
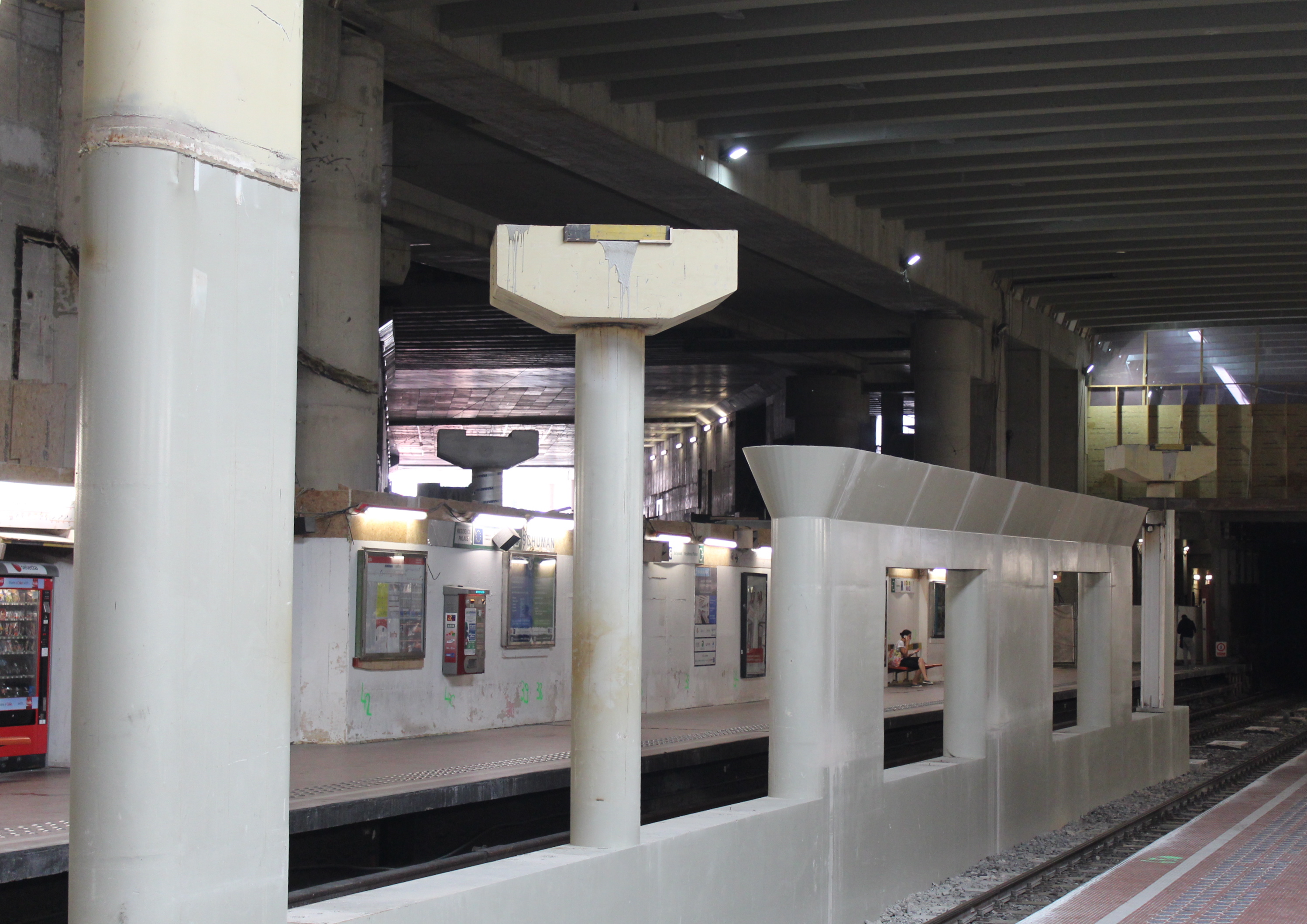
Bouw van de spoorwegbrug boven de metrosporen in 2013.
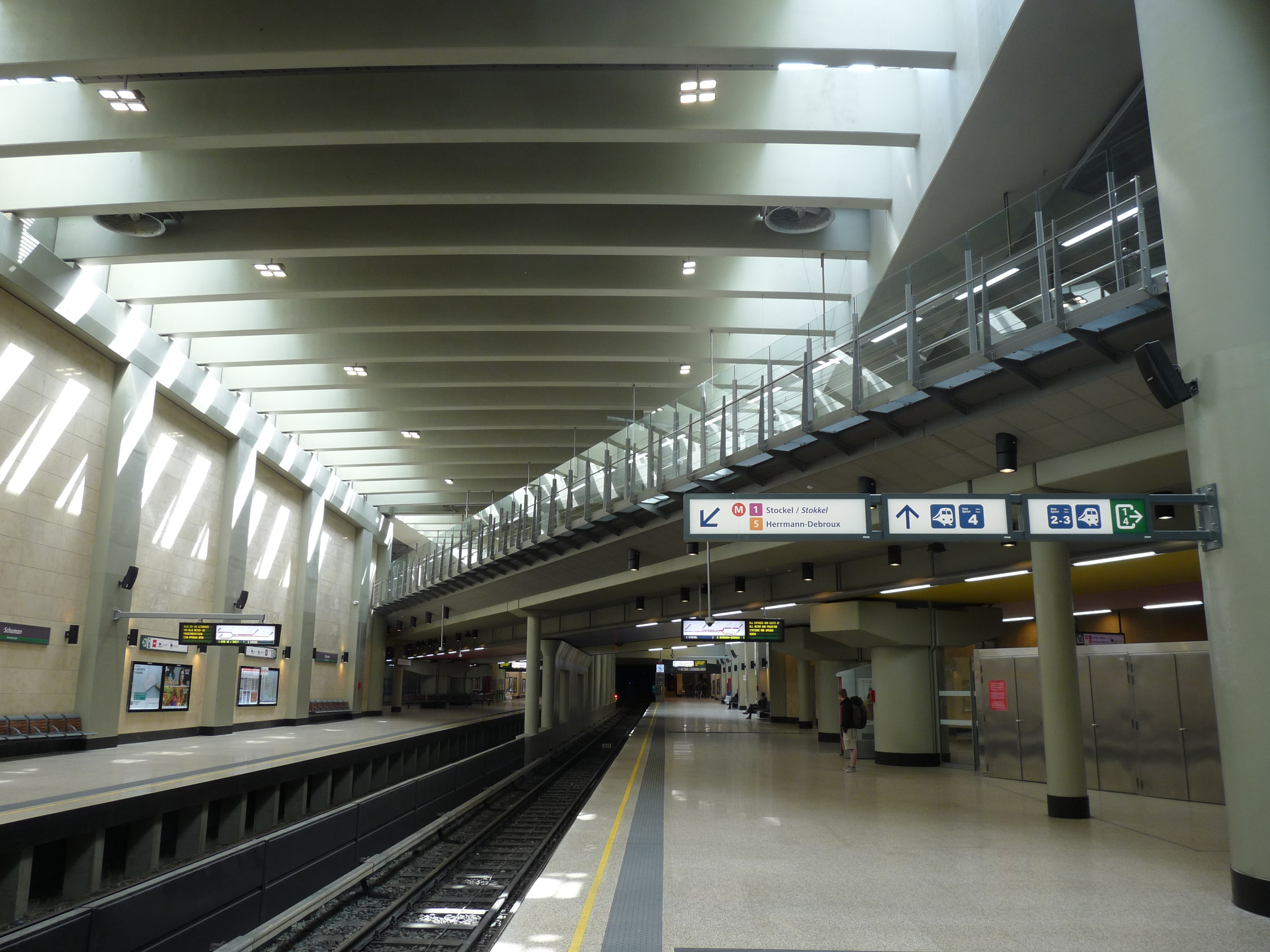
Het metrostation na de werken in 2016.